# 斯考爾霍特

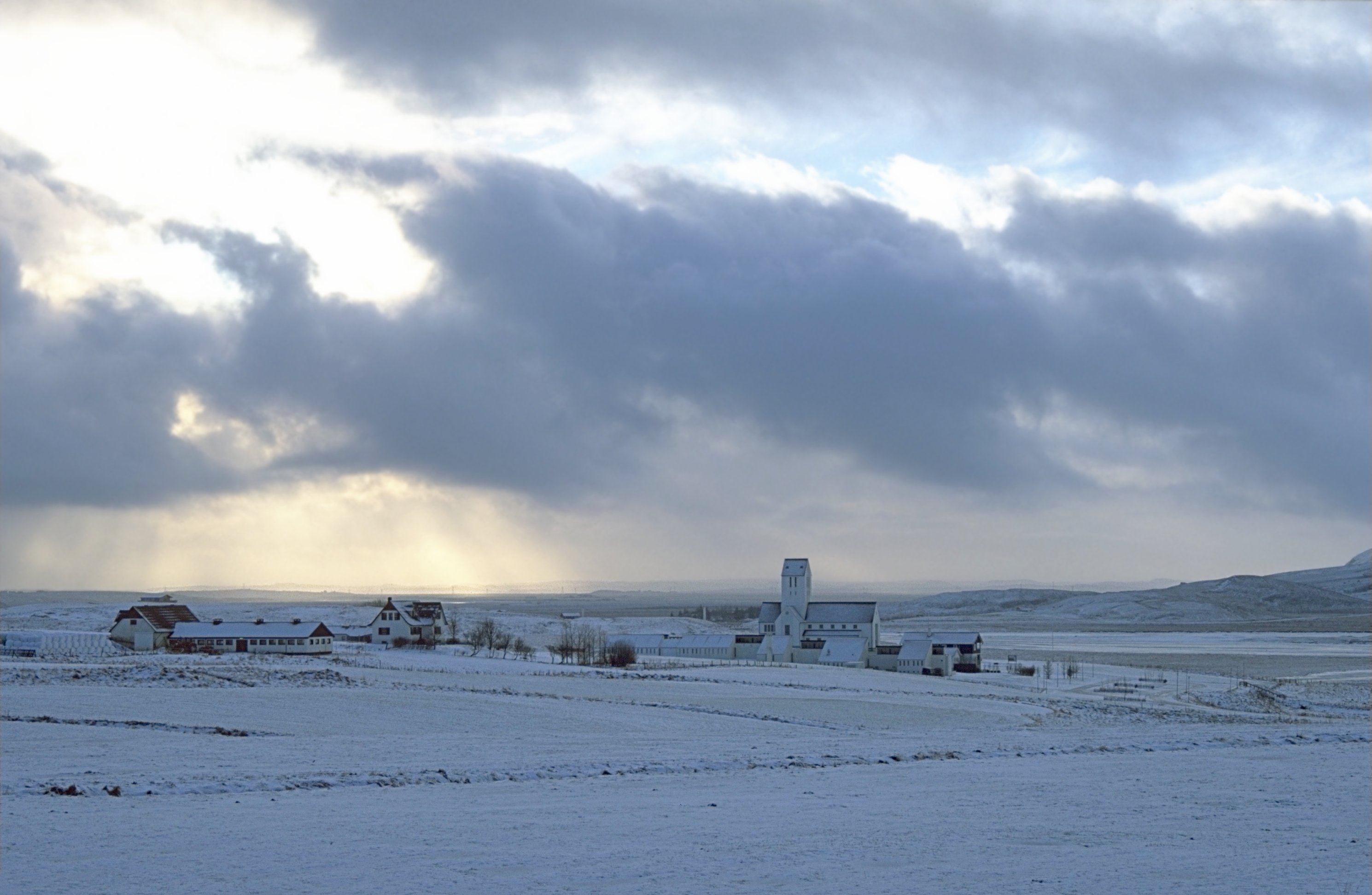
冬天的斯考爾霍特

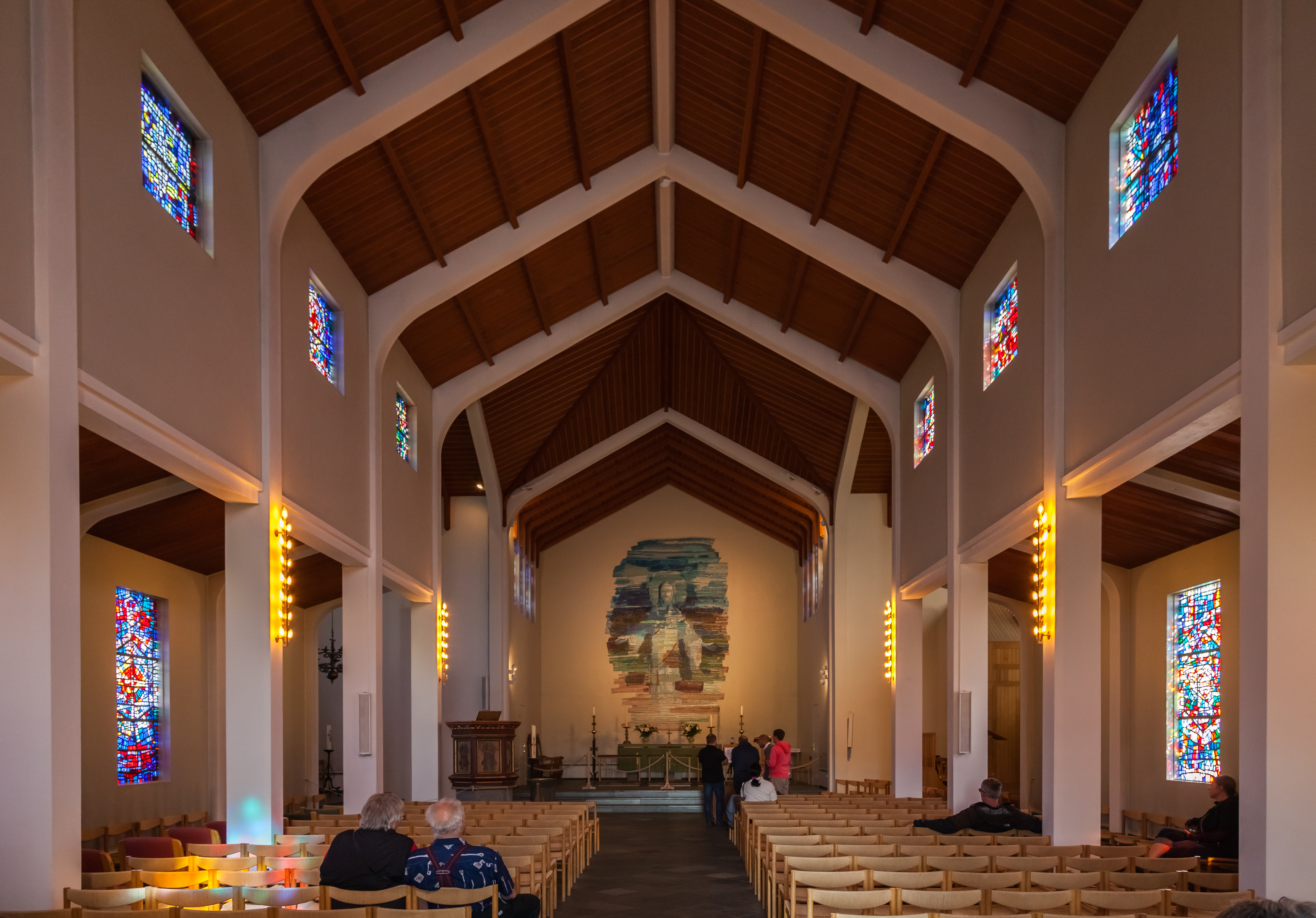
大教堂的內部

斯考爾霍特是冰島南部的歷史遗迹，位于惠特河畔。

## 歷史
斯考爾霍特在八个世紀中曾是冰岛最重要的地方之一。1056年在斯考爾霍特设立了教区。直至1785年，它是冰岛两个主教座之一，另一个是侯拉爾。由此它成为一个文化與政治中心。1056年冰岛的第一所正式学校在此设立，用来教育神职人员。1992年以旧名重新设立了一所神学院，现今为冰島國教會的教育和信息中心。

## 古地圖

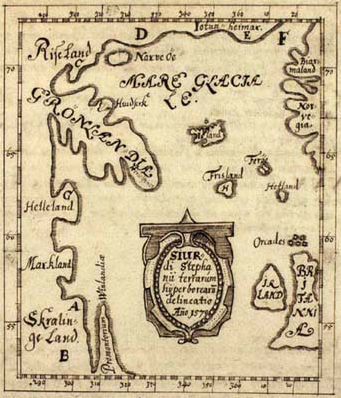
一張中世紀斯考爾霍特地圖

## 外部連結
- Skálholt.is （页面存档备份，存于）
- Info on Skálholt from Southern Iceland's tourist bureau
- Skálholt Map - in The Royal Library, Copenhagen, Denmark